# Roman Arkadyevich Abramovich
Roman Arkadyevich Abramovich (tiếng Nga: Роман Аркадьевич Абрамович, phát âm [rɐˈman ɐrˈkadʲjɪvʲɪtɕ ɐbrɐˈmovʲɪtɕ]; tiếng Hebrew: רומן ארקדיביץ' אברמוביץ'; sinh ngày 24 tháng 10 năm 1966) là một nhà tài phiệt Nga. Ông từng là chủ sở hữu của câu lạc bộ bóng đá Chelsea ở Luân Đôn đang thi đấu tại Giải bóng đá Ngoại hạng Anh từ năm 2003 đến tháng 3 năm 2022. Ông mang quốc tịch Nga, Israel và Bồ Đào Nha.
Ông trước đây là Thống đốc của khu tự trị Chukotka từ năm 2000 đến tháng 7 năm 2008. Theo tạp chí Forbes, tài sản ròng của Abramovich vào năm 2021 là 14,5 tỷ đô la Mỹ, khiến ông trở thành người giàu thứ hai ở Israel. Kể từ đó, tài sản của ông giảm xuống còn 6,9 tỷ đô la Mỹ (vào năm 2022) và tăng lên 9,2 tỷ đô la Mỹ vào năm 2023. Abramovich được cho là có mối quan hệ tốt với Tổng thống Nga Vladimir Putin, một cáo buộc mà Abramovich đã phủ nhận.

## Tuổi thơ, giáo dục và binh nghiệp
Abramovich mất mẹ khi mới 18 tháng tuổi, cha ông cũng chết trong một vụ tai nạn tại công trường xây dựng (tháng 5 năm 1969) khi ông được 2 tuổi rưỡi. Ông được một người bác tên Leib nuôi dưỡng tại thành phố Ukhta (Đây là thành phố được xây dựng và tiếp nhận các tù nhân chính trị bị lưu đày sau các đợt thanh trừng của Stalin), thuộc Cộng hòa Komi, cách Moskva 1.120 km về phía đông bắc và sau này từ lúc 8 tuổi ông được bà nội nuôi tại Moskva và được một người bác khác tên Roman chăm sóc. Abramovich được cả hai người bác yêu mến vì họ không có con trai. Leib chịu trách nhiệm việc việc điều hành các bộ phận tiếp liệu là thu mua hàng hóa với giá rẻ và đem bán lại với giá cao hơn, nên đời sống của Abramovich cũng rất là thoải mái.
Abramovich theo học Viện công nghệ tại thành phố Ukhta 1983, trước khi gia nhập Quân đội Xô viết.

## Tư nhân hóa thời kỳ hậu Xô viết cùng sự nghiệp kinh doanh và chính trị
Abramovich bắt đầu hoạt động kinh doanh vào cuối thập kỷ 1980, khởi đầu bằng một công ty sản xuất búp bê có tên là Uyut, khi các cuộc cải cách của Tổng thống Sô viết Mikhail Sergeyevich Gorbachov cho phép các doanh nghiệp tư nhân nhỏ hoạt động, được gọi là các Hợp tác xã. Giai đoạn 1992-1995 Abramovich thành lập năm công ty bán lẻ trung gian, cuối cùng ông chuyên vào việc kinh doanh dầu mỏ và các sản phẩm dầu mỏ.
Tháng 7 năm 1992, Phó ủy viên công tố Moskva thông qua việc điều tra Abramovich theo điều 90 Luật hình sự Nga. Vụ việc này được gửi tới Ukhta, Cộng hòa Komi để điều tra thêm. Ông bị cáo buộc ăn cắp nhiên liệu diesel từ một doanh nghiệp ở Ukhta với giá trị 4.000.000 rúp. Cuộc điều tra kết luận rằng số nhiên liệu đó đã được chuyển tới Riga bằng các giấy tờ giả mạo (với lý do chuyển nhiên liệu cho quân đội) và tung ra bán tại đó. Sau này Abramovich được phán xét vô tội.
Abramovich có được số tiền của mình phần lớn nhờ các tài sản mua được với giá rẻ trong chương trình tư nhân hóa các công ty nhà nước của Boris Nikolayevich Yeltsin khoảng giữa thập kỷ 1990. Với sự hỗ trợ từ phía Boris Abramovich Berezovsky, người sau này là đối tác của ông, ông trở thành người nắm đa số cổ phần trong Sibneft, một công ty dầu mỏ lớn. Sau đó ông tiếp tục mua các công ty nhôm từ các nhà đầu tư tư nhân và sáp nhập chúng vào công ty kim loại Oleg Deripaska hình thành nên RUSAL (Công ty nhôm Nga), công ty sản xuất nhôm lớn thứ hai thế giới.
Abramovich và Berezovsky có được một nửa số cổ phần của mình trong Sibneft thông qua cái gọi là chương trình "đổi nợ lấy cổ phần", trong đó số tiền thế chấp của nhà nước và sau này là các cổ phần được bán ra trong nhiều doanh nghiệp lớn được đổi lấy các khoản vay nợ của chính phủ. Nửa số cổ phần còn lại của công ty được tư nhân hóa thông qua hàng loạt các phiên bán đấu giá ở thời điểm giữa thập kỷ 1990.
Năm 1999 Abramovich trúng cử vào Duma Quốc gia với tư cách đại diện cho Khu vực tự trị Chukotka, một vùng nghèo đói ở Viễn Đông Nga. Ông khởi động chương trình từ thiện Pole of Hope nhằm giúp đỡ người dân Chukotka, đặc biệt là trẻ em và vào tháng 12 năm 2000 được bầu làm Toàn quyền Chukotka, thay thế cho vị Toàn quyền tham nhũng cũ là Alexander Nazarov. Từ đó ông đã đầu tư hàng trăm triệu dollar vào Chukotka, như xây trường đại học, bệnh viện, trường mẫu giáo và các khách sạn tại Anadyr, sửa chữa sân bay và đầu tư xây mới hoặc sửa chữa các ngôi trường ở nhiều thị trấn và làng mạc. Ông cũng sử dụng Chukotka làm nơi lách thuế cho Sibneft, dù công ty của ông đầu tư phần lớn số thuế giảm được vào trong vùng, và đầu tư tìm kiếm dầu mỏ tại đó như một phần trong chiến dịch phát triển kinh tế của vùng. Abramovich nói rằng ông sẽ không ra tranh cử chức Toàn quyền thêm một lần nữa sau khi kết thúc nhiệm kỳ năm 2005, bởi vì việc đó "quá tốn kém" – và ông cũng hiếm khi đến đây. Tuy nhiên, Tổng thống Nga Vladimir Vladimirovich Putin đã thay đổi pháp luật để hủy bỏ các cuộc bầu cử Toàn quyền địa phương, và vào ngày 21 tháng 10 năm 2005 Abramovich được tái chỉ định thêm một nhiệm kỳ nữa. Năm 2006 Abramovich đã sử dụng quyền lực Toàn quyền của mình nhằm gỡ tội cho nhà thám hiểm Karl Bushby, người đã bị trục xuất khỏi vùng này vì tội xâm phạm biên giới sau khi đi bộ từ Alaska vào Nga trong nỗ lực đi bộ vòng quanh thế giới .
Abramovich được trao Huy chương Danh dự vì những "đóng góp to lớn vào sự phát triển kinh tế của quận tự trị Chukotka", theo nghị định do Tổng thống Nga ký  Lưu trữ ngày 11 tháng 10 năm 2007 tại Wayback Machine.
Tháng 5 năm 2006 ông thông báo kế hoạch mua 40% tiền vốn trong Evraz, một trong những công ty sản xuất thép lớn nhất nước Nga, với giá 3 tỷ đô la – khoản đầu tư lớn đầu tiên của ông vào Nga từ khi ông bán các công ty nhôm và dầu mỏ của mình.
Ông được xếp hạng là người giàu thứ hai tại Anh trong Sunday Times Rich List 2006, với tài sản ước tính 10,8 tỷ bảng Anh. Abramovich được xếp vào danh sách này vì ông sở hữu các bất động sản tại Luân Đôn và Sussex.
Ông có bảy dinh thự ở Anh, ba dinh thự ở Pháp, 3.600m² đất ở ngoại ô Moscow, hai xe BMW, ba xe Mercedes và một xe Volkswagen Golf. Năm 2010 ông đã kiếm được 5 triệu USD ở Anh và có 115 triệu USD tiền mặt tại 22 tài khoản ngân hàng ở Nga.
Ông có tới bảy "phương tiện đi lại", chưa kể chiếc thuyền buồn siêu sang và chiếc máy bay riêng. Chiếc thuyền buồm Eclipse là một trong những chiếc lớn nhất thế giới, với đầy đủ sự xa hoa mà con người có thể tưởng tượng ra: bãi đỗ trực thăng, chiếc tàu ngầm mini hoạt động trong trường hợp khẩn cấp và hệ thống laser chống các tay chụp ảnh trộm. Ông còn sở hữu chiếc Boeing 767, mà theo tạp chí Fians năm 2010 là chiếc máy bay riêng mắc nhất ở Nga, với chi phí nội thất khoảng 100 triệu USD.

## Abramovich với bóng đá châu Âu

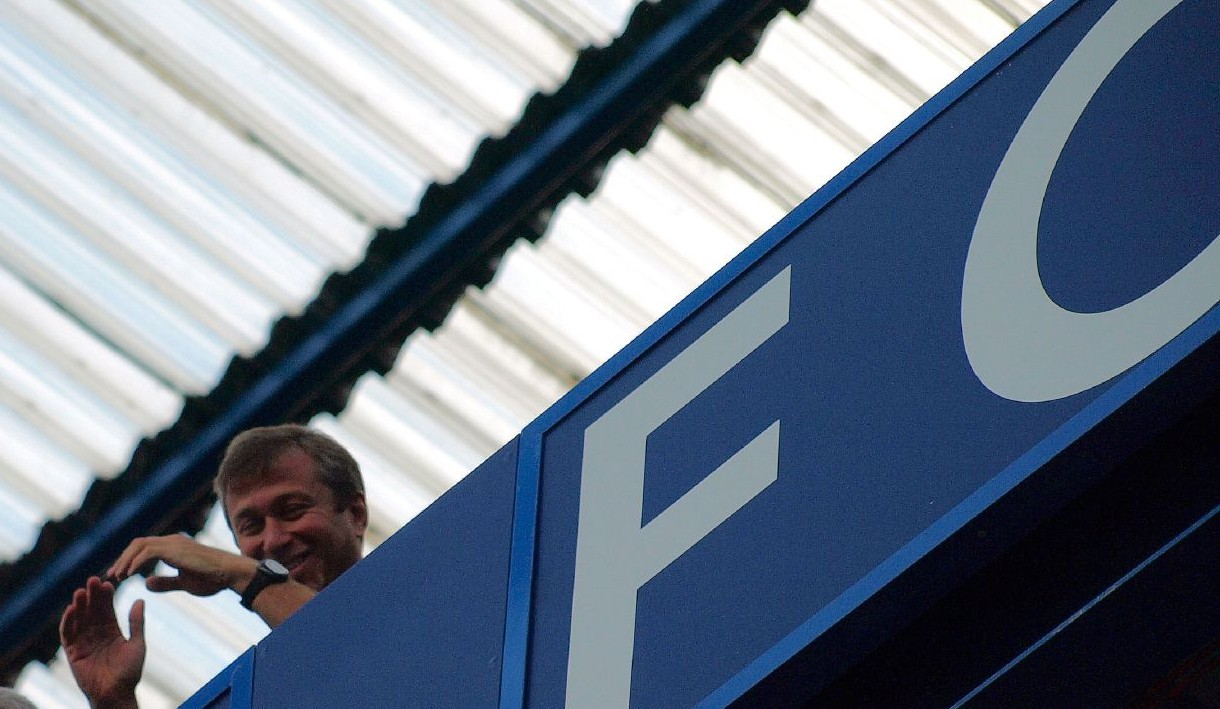
Abramovich trên sân Stamford Bridge, trận Chelsea thắng Portsmouth F.C tháng 8 năm 2008

Tháng 7 năm 2003 ông trở thành người sở hữu các công ty kiểm soát Câu lạc bộ bóng đá Chelsea tại Anh. Rõ ràng, ông đã quan tâm tới việc mua lại một số câu lạc bộ khác trước khi quay sang Chelsea, câu lạc bộ đang khủng hoảng tài chính ở thời điểm đó.
Vụ mua bán ngay lập tức khiến ông trở nên nổi tiếng ở Anh, nơi những tờ báo đã đưa tin vụ này một cách hài hước bằng cách gán cho câu lạc bộ cái tên mới Chelski (một kiểu dùng thuật ngữ sai, bởi vì hậu tố -ski trên thực tế thuộc tiếng Ba Lan). Ngay khi nắm quyền kiểm soát đội bóng, Abramovich rót nhiều khoản đầu tư lớn vào câu lạc bộ (ước tính lên tới 440 triệu bảng Anh tới tháng 1 năm 2006), nhận chi trả khoản nợ 80 triệu bảng và nhanh chóng chi tiền cho các chiến dịch tuyển mộ. Câu lạc bộ này cũng bắt đầu thực hiện các chương trình đầy tham vọng về phát triển thương mại, với mục tiêu biến nó trở thành một thương hiệu toàn cầu. Hầu như ngay lập tức câu lạc bộ có được thành công: Chelsea kết thúc mùa giải đầu tiên với ông chủ mới ở vị trí thứ hai tại Giải ngoại hạng (từ vị trí thứ tư mùa trước). Mùa bóng tiếp theo họ đoạt chức vô địch và vào tới bán kết Champions League. Hiện đây là câu lạc bộ cùng với câu lạc bộ Manchester United đang thống trị giải ngoại hạng Anh. Có ý kiến cho rằng việc Abramovich đầu tư vào Chelsea khiến thị trường chuyển nhượng bị biến dạng trên toàn lục địa châu Âu, vì tài sản của ông cho phép câu lạc bộ mua được mọi cầu thủ họ cần (thường với những giá cao quá đáng), mà không cần quan tâm tới hậu quả của việc đó với tình hình tài chính của họ. Ở mức độ rộng hơn, việc chi tiêu quá nhiều khiến xảy ra tình trạng tái phân phối tài sản khi tổng số phí lên tới 12,5 triệu bảng Anh trả cho West Ham United để mua Glen Johnson và Joe Cole khiến câu lạc bộ không thể giữ chân cầu thủ của họ  Lưu trữ ngày 8 tháng 12 năm 2006 tại Wayback Machine. Kết thúc mùa giải 2005, Chelsea thông báo mức thua lỗ kỷ lục 140 triệu bảng và dự định chỉ bắt đầu thu lãi từ năm 2010 (Mosnews) Lưu trữ ngày 13 tháng 11 năm 2006 tại Wayback Machine.
Hiện tại ông có mặt trong mọi trận đấu của Chelsea và không che giấu cảm xúc của mình trong trận, một dấu hiệu mà những người ủng hộ ông cho là tình yêu thể thao (dù những người khác coi đó là một hành vi khôn ngoan nhằm bảo vệ những khoản lợi to lớn hơn của ông), và vào phòng thay quần áo thăm các cầu thủ sau mỗi trận đấu.
Tháng 3 năm 2004, Sibneft đồng ý một hợp đồng tài trị ba năm trị giá 58 triệu dollar (gần 30 triệu bảng Anh, 44,5 triệu EURO, 1,6 tỷ rúp Nga) với câu lạc bộ bóng đá Nga CSKA Moskva. Dù công ty giải thích rằng quyết định này do ban giám đốc đưa ra, một số người coi đó là một nỗ lực của Abramovich phản công lại những lời buộc tội "không yêu nước" được đưa ra khi ông mua Chelsea. Các điều luật của UEFA ngăn cản việc một cá nhân sở hữu hơn một câu lạc bộ có tham gia vào các trận đấu do UEFA tổ chức, vì thế Abramovich không có quyền lợi hợp pháp tại CSKA. Theo một cuộc điều tra, ông đã được UEFA tuyên bố không có quyền lợi xung đột  Lưu trữ ngày 11 tháng 11 năm 2006 tại archive.today. Tuy nhiên, ông được tạp chí Pro Sport trao danh hiệu "người có nhiều ảnh hưởng nhất trong bóng đá Nga" vào cuối tháng 6 năm 2004. Tháng 5 năm 2005, CSKA đoạt UEFA Cup, trở thành câu lạc bộ bóng đá Nga đầu tiên đoạt một cúp châu Âu. Tuy nhiên, vào tháng 10 năm 2005, Abramovich đã bán các cổ phần của mình trong Sibneft và chủ sở hữu mới của công ty là Gazprom, đang tài trợ cho Zenit Sankt Peterburg, hủy bỏ hợp đồng tài trợ cũ.
Abramovich cũng đóng vai trò quan trọng trong việc đưa Guus Hiddink về làm huấn luyện viên Đội tuyển bóng đá quốc gia Nga. Piet de Visser, cựu trợ lý của Hiddink tại câu lạc bộ PSV Eindhoven hiện là trợ lý nhân sự của Abramovich đã giới thiệu Hiddink cho vị chủ tịch Chelsea.
Ngày 21 tháng 9 năm 2007, Abramovich và Chelsea đã chia tay huấn luyện viên Mourinho.

## Mối quan hệ với Điện Kremlin
Mối quan hệ thân thiết của Abramovich với Boris Nikolayevich Yeltsin và gia đình ông ta là điều ai cũng biết, một số chi tiết kỹ càng hơn về mối quan hệ này đã được tướng Alexander Vasilyevich Korzhakov tiết lộ. Có tin cho rằng Yeltsin đã bảo vệ Abramovich khỏi tất cả các nỗ lực nhằm khởi tố các hoạt động tội phạm của ông.
Đa số mọi người coi dự án sáp nhập Sibneft với Yukos là một hành động nhằm tự rút lui khỏi nước Nga của ông, ở thời điểm Điện Kremli có vẻ đã quyết định đưa quá khứ làm ăn của một số trùm tư bản ra trước tòa án. Abramovich từng là một cộng sự thân thiết của Boris Abramovich Berezovsky, người đã bán các cổ phần của mình trong Sibneft cho ông ta, dù vào tháng 7 năm 2005 Berezovsky đã thông báo ý định kiện Abramovich ra trước tòa án Anh vì đã gây áp lực buộc ông phải bán với giá rẻ các tài sản của mình tại Nga sau khi Berezovsky phải chạy trốn khỏi đất nước  Lưu trữ ngày 5 tháng 12 năm 2008 tại Wayback Machine.
Tháng 9 năm 2005 Abramovich đã bán 72,663% cổ phần Sibneft cho công ty Gazprom thuộc quyền quản lý của chính phủ Nga với giá 13,01 tỷ dollar Mỹ (tương đương 10,81 tỷ euro hay 7,4 tỷ bảng Anh). Vụ chuyển nhượng được coi là dấu hiệu cho thấy ông vẫn có được các quan hệ tốt với Tổng thống Vladimir Vladimirovich Putin, không giống như ông bạn tỷ phú của mình là Mikhail Borisovich Khodorkovsky, người bị tuyên án 9 năm tù. Ông từng là thống đốc khu tự trị Chukotka từ năm 2002 - 2008, đồng thời là chủ tịch của quốc hội khu vực, đại diện cho Đảng Nước Nga thống nhất của Thủ tướng Vladimir Vladimirovich Putin. Ông phải công khai tài sản khi ra tranh cử vị trí trong quốc hội ở khu vực Viễn Đông Nga. Nhiều khả năng ông sẽ thắng cử dễ dàng.

## Tranh cãi
Roman Abramovich đã bị cáo buộc tham gia vào nhiều hành vi sai trái khác nhau. Báo The Times nói rằng Abramovich "nổi tiếng sau chiến thắng trong vụ cuộc chiến tranh nhôm, trong đó có hơn 100 người được cho là đã thiệt mạng trong những tranh giành của xã hội đen để kiểm soát các lò nấu mang nhiều lợi tức. " 

### Hối lộ
Năm 2008 The Times tường thuật, Abramovich thừa nhận, ông đã trả hàng tỷ đô la cho các ưu tiên chính trị và chi phí bảo vệ để có được một phần lớn tài sản dầu mỏ và nhôm của Nga mà có thể chứng minh được qua các giấy tờ tòa án mà The Times có được.

## Cuộc sống riêng tư

### Gia đình

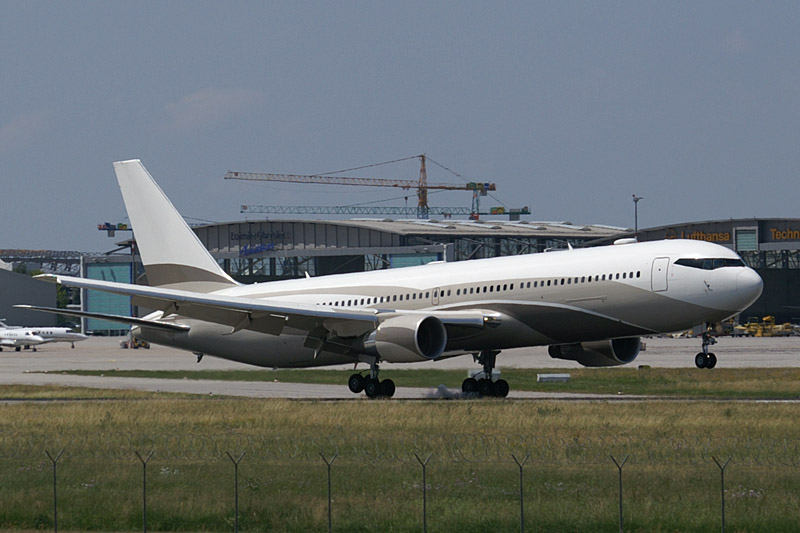
Chiếc Boeing 767 của Roman Abramovich

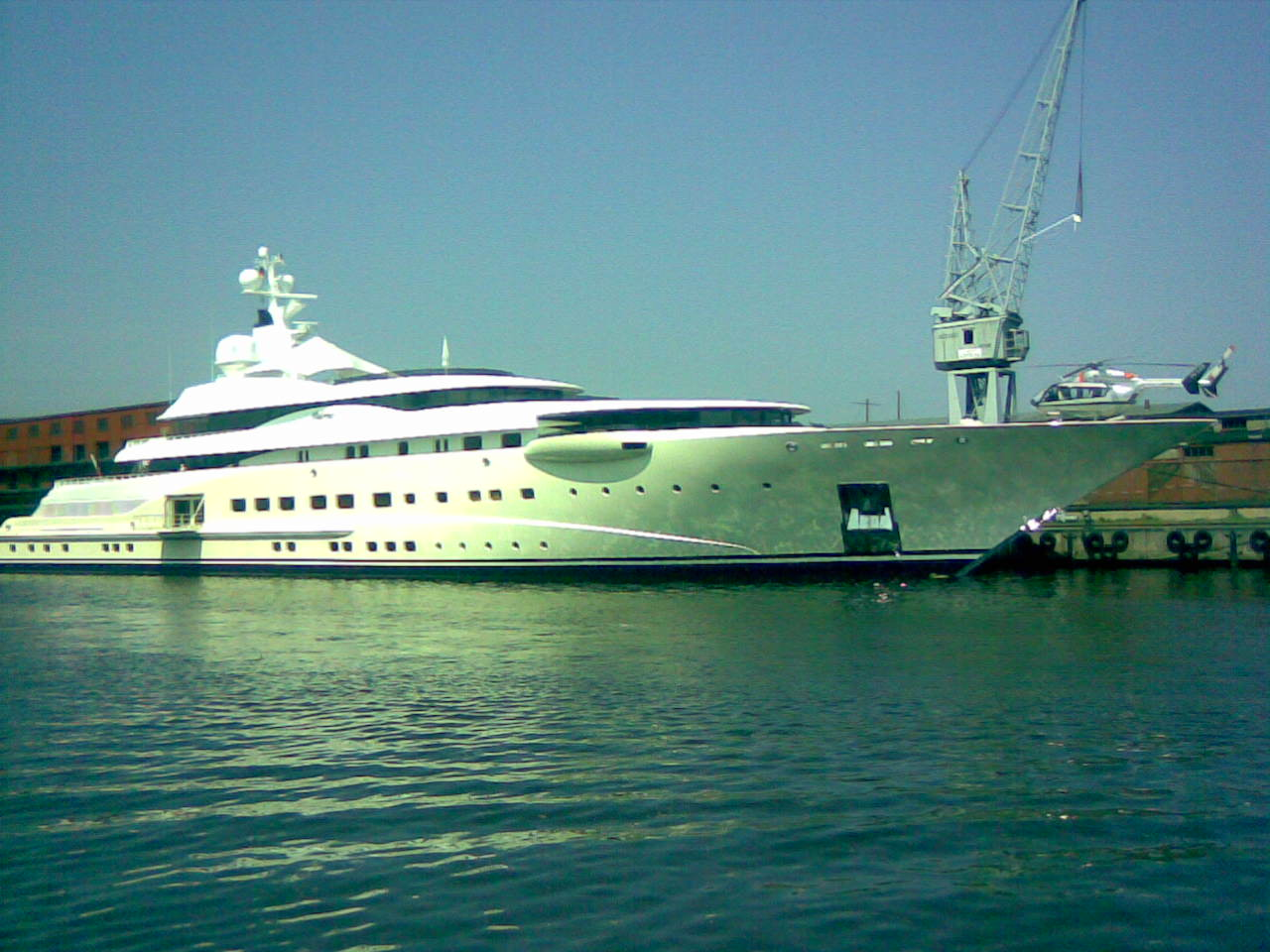
Du thuyền Pelorus

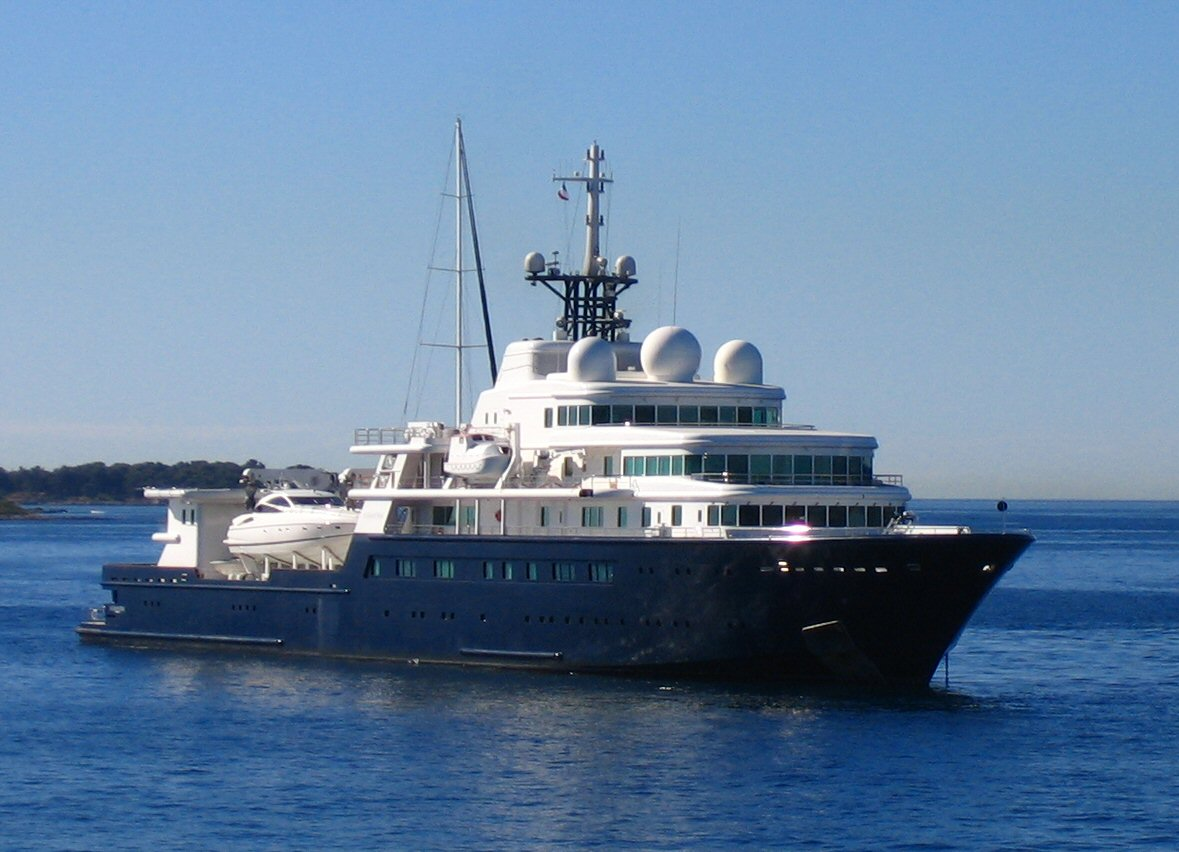
Le Grand Bleu

Abramovich đã cưới vợ hai lần, lần đầu tiên với Olga Yurevna Lysova vào tháng 12 năm 1987 (li dị năm 1990), lần thứ hai với Irina Vyacheslavovna Malandina vào tháng 10 năm 1991. Tới đầu năm 2006, Roman và Irina Abramovich có năm con: Anna, 14 tuổi, Arkady (12), Sonya (11), Arina (5) và Ilya (3). Năm 2007, hai người li dị. Cuối năm 2009, Abramovich có đứa con thứ sáu với nữ phóng viên Dasha Zhukova tên là Aaron Alexander.

### "Quân đội tư"
Abramovich gần đây đã nâng đội cận vệ "quân đội tư nhân" của mình lên tới 40 người. Việc này làm ông trở thành một trong những doanh nhân được bảo vệ tốt nhất trên thế giới.

### Các mối quan tâm và các hoạt động khác
Abramovich được biết đến là một người hâm mộ đua xe Công thức 1 và thường xuất hiện trên các trường đua; năm 2004, mọi người đã chứng kiến vị chủ tịch công ty điều hành môn thể thao này khi Bernie Ecclestone cho Abramovich chạy một vòng trên đường pit tại Giải đua ô tô Công thức 1 Monaco, có những lời đồn đại cho rằng ông ta đang cân nhắc đầu tư mua một đội đua xe Công thức 1 nhưng vẫn chưa được kiểm chứng. Ông đã mua một bảng số xe đặc biệt (vanity plate) "VIP 1" với giá 285.000 bảng Anh, vốn là biển số xe ôtô được thiết kế dành riêng cho cố Giáo hoàng John Paul II.
Những lời đồn đại khác cho rằng Abramovich đang chú ý tới ý tưởng mua đội khúc côn cầu trên băng (hockey) Vancouver Canucks hay một đội khác ở Bắc Mỹ để cho bộ sưu tập cùng với đội Avangard Omsk hiện ông đang sở hữu ở Nga. Tuy nhiên, chưa có hợp đồng nào được ký kết.
Ông sở hữu một chiếc Boeing 767-300 tư nhân (số đăng ký P4-MES) được gọi là "The Bandit" vì kiểu sơn của nó, cũng như nhiều chiếc trực thăng Eurocopter nằm trên các du thuyền Le Grand Bleu, Extasea và Pelorus của ông. Hiện du thuyền Le Grand Bleu đã được tặng cho Eugene Shvidler (Швидлер, Евгений Маркович), người đã giúp ông mua đội Chelsea.
Năm 2008, ông đã tậu thêm Eclipse là một du thuyền trang bị như một chiến hạm, dài 169 mét, với hệ thống phát hiện các cuộc tấn công bằng tên lửa từ xa, 2 bãi đáp cho trực thăng, cửa chống đạn, vỏ thuyền làm bằng vật liệu đặc biệt có khả năng giảm nhẹ tối đa độ nguy hiểm khi bị tấn công, hệ thống chống nghe trộm, 1 cửa thoát hiểm trong trường hợp bị tấn công, 24 buồng ngủ, rạp chiếu phim, bể bơi, quầy bar, sàn nhảy, với tổng giá thành lên tới hơn 200 triệu bảng. Eclipse hiện là du thuyền tư nhân dài nhất trên thế giới hiện nay, hơn cả chiếc thuyền Dubai dài 160m của Mohammed bin Rashid Al Maktoum, thủ tướng Các Tiểu vương quốc Ả Rập Thống nhất.
|  |  |

## Mối quan hệ với Israel
Là một người có nguồn gốc Do Thái, Abramovich luôn ủng hộ nhiệt thành các thành tựu của người Do Thái cũng như Nhà nước Israel, ông chính thức nhập quốc tịch Israel vào năm 2018 đồng thời trước đó đã rót vốn đầu tư vào rất nhiều dự án kinh tế tại các thành phố Jerusalem và Tel Aviv.

## Trích dẫn
- "Tôi yêu môn này, tôi yêu thể thao, tôi yêu giải đấu này. Tại sao tôi lại không sở hữu một đội cho riêng mình?" - khi mua Chelsea với giá 140 triệu bảng
- "Tôi đang thực hiện mơ ước của mình bằng cách sở hữu một câu lạc bộ bóng đá hàng đầu. Một số người có thể nghi ngờ các động cơ của tôi, một số người sẽ nghĩ tôi điên." - sau khi mua Chelsea
- "Nếu tôi từng muốn Thierry Henry, tôi đã mua anh ta, cảm ơn." - về khả năng mua Thierry Henry
- "Jose là một huấn luyện viên vĩ đại, người giỏi nhất." - về Jose Mourinho
- "Tôi sẽ không bao giờ rời Chelsea. Tình yêu bóng đá mãi ngự trị trong trái tim tôi." - về việc rời Chelsea
- "Mục tiêu là chiến thắng. Không phải để kiếm tiền. Tôi có nhiều cách kiếm tiền ít mạo hiểm hơn việc đó (mua Chelsea). Tôi không muốn ném tiền qua cửa sổ, nhưng nó thật sự mang lại cảm giác và điều đó có nghĩa là thành công và chiến thắng." - về ý định với Chelsea